# Ooencyrtus shakespearei
Ooencyrtus shakespearei är en stekelart som först beskrevs av Girault 1923.  Ooencyrtus shakespearei ingår i släktet Ooencyrtus och familjen sköldlussteklar. Inga underarter finns listade i Catalogue of Life.